# マセラティ・グラントゥーリズモ
グラントゥーリズモ（GranTurismo）は、イタリアの自動車メーカーであるマセラティが製造するクーペ型の乗用車である。本項では同車のオープンカー仕様であるグランカブリオ（GranCabrio）についても解説する。

## 初代（2007年 - 2019年）
開発は当時同社の最量販車種であった5代目クアトロポルテをベースに進められ、2007年3月のジュネーヴ・モーターショーにて発表された。2009年9月にはオープンモデルとして、同車の屋根をソフトトップに変えた「グランカブリオ」が発表された。
ボディタイプは4シーターのクーペで、デザインはピニンファリーナが担当。基本コンポーネントはクアトロポルテをベースとしているが、外観デザインは、2005年のジュネーヴ・モーターショーにて発表された同社のコンセプトカー“バードケージ 75th”をモチーフにしている。フロントからキャビンまでの距離が長くとられ、古典的でありながらもスポーティーなプロポーションを持つ。また、ホイールベースに関してはクーペからはおよそ300 mm延長され、大人4人が快適に過ごせる空間を充分に確保しており、車名の通りグランドツアラーとしての要素を満たすよう考慮されている。

### メカニズム
エンジン、及びトランスミッションは、それぞれ2種類ずつ用意され、その組み合わせはグレードによって異なる（詳細は下記ラインナップを参照）。
エンジンは全てV型8気筒DOHCで、排気量4.2 Lと4.7 Lの2種類を搭載する。ヘッドカバーの色は、4.2Lが青、4.7Lが赤に塗り分けられ、差別化が図られている。
トランスミッションは、通常の6速ATモデルと、「MCシフト」と名付けられた6速セミATの2種類である。なお、AT車とセミAT車とでは、その変速機の搭載位置が異なる。AT車ではエンジンのすぐ後に搭載され、それにより車重の前後重量配分は前49：後51であるが、セミAT車ではリアアクスル直前に搭載されるトランスアクスル方式を採用。それにより前後重量配分は前47：後53となる。この搭載位置の違いが駆動輪の接地感に影響を与え、それぞれのグレードの差別化に活用されている。AT、セミATによるトランスミッションの搭載位置の違いは、ちょうどマイナーチェンジ前の5代目クアトロポルテで行われた手法と同様である。
2019年をもって生産を終了した。生産終了を記念して、青・黒・白のグラデーションで塗装されたグラントゥーリズモ・ゼーダ（GranTurismo Zéda ）がワンオフで制作された。

### ラインナップ
2013年春期におけるラインナップは、基本モデルである「グラントゥーリズモ」、それをベースにパフォーマンス向上を図った「グラントゥーリズモ スポーツ」、スポーツのトランスミッションを通常のトルコン式ATに換装して快適性を向上させた「グラントゥーリズモ S AT」の3種。2009年末には「グランカブリオ」が追加されている。
詳細は以下の通り。
- グラントゥーリズモ（2007年3月-）- 基本モデル。トランスミッションはATのみの設定。2007年3月のジュネーヴ・モーターショーで発表。日本では2007年10月から発売。

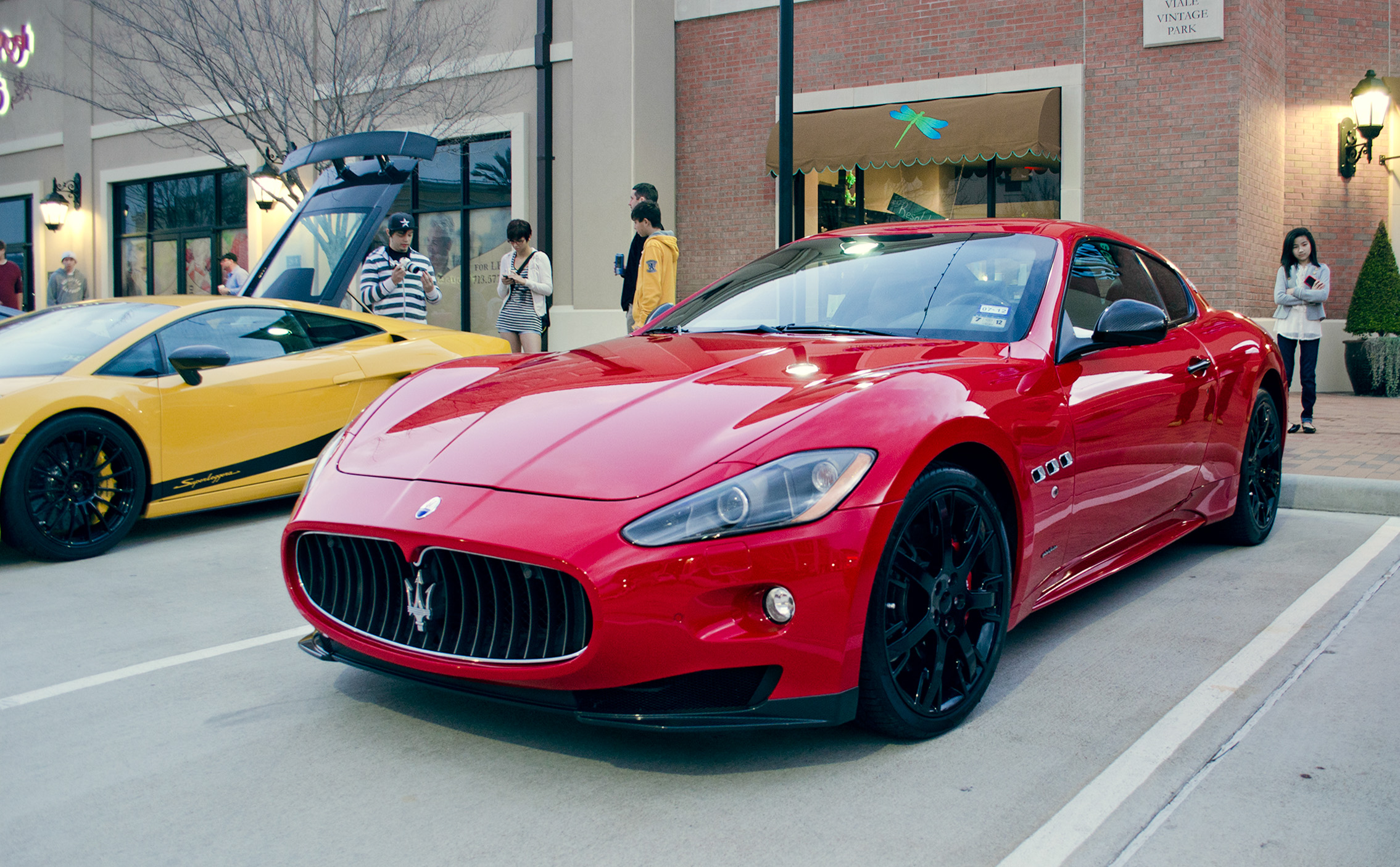
グラントゥーリズモS（2008年5月-2012年10月）- グラントゥーリズモをベースに、パフォーマンス向上を狙い開発された。エンジンは排気量が500cc拡大された4.7Lを積む。トランスミッションはそれまでのATではなくセミATに変更されたが、トランスアクスル化により、駆動輪である後輪の接地性がさらに増している。ブレーキはフロントのディスクがφ330mmから360mmに拡大され、キャリパーは6ポット化された。
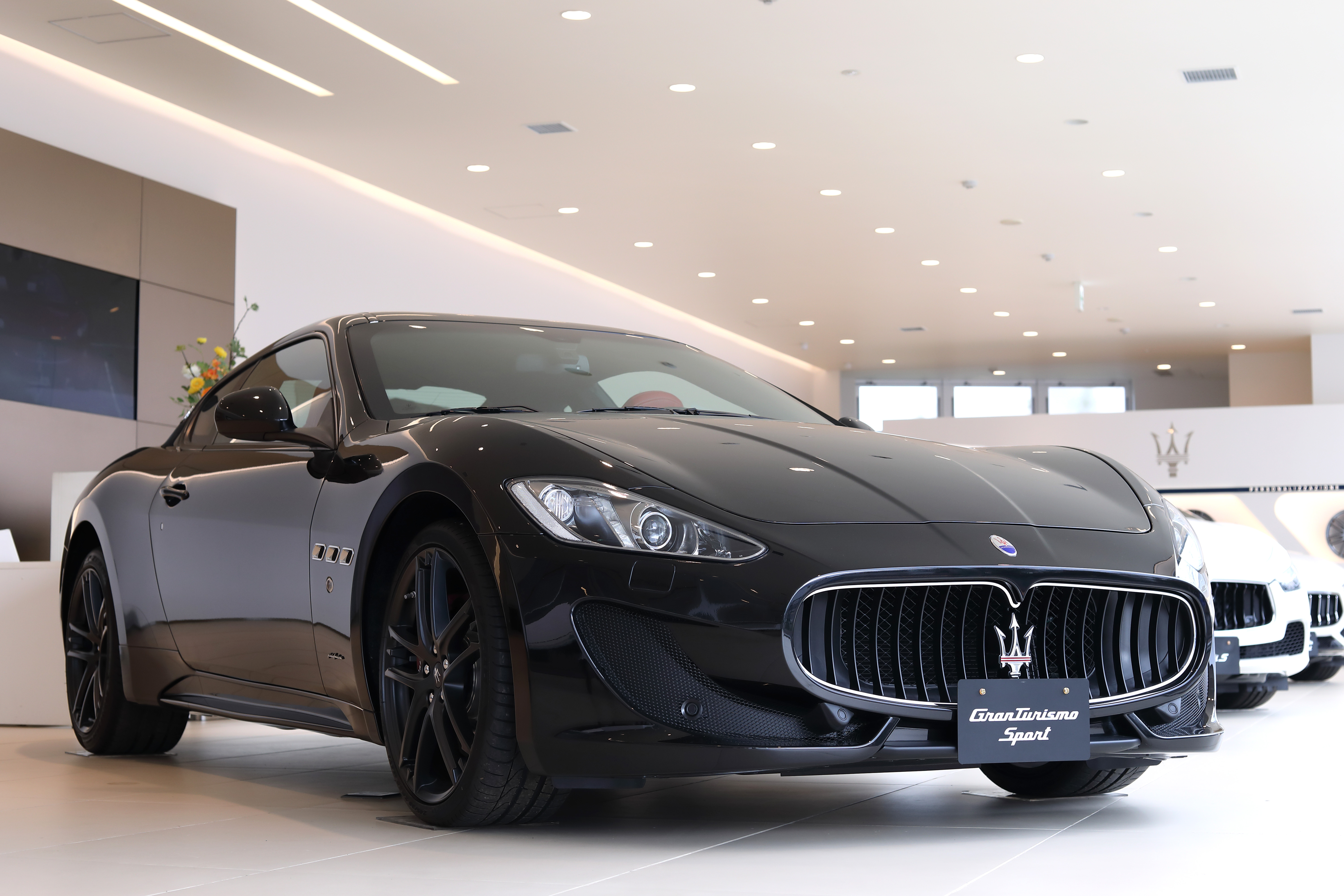
グラントゥーリズモ スポーツ
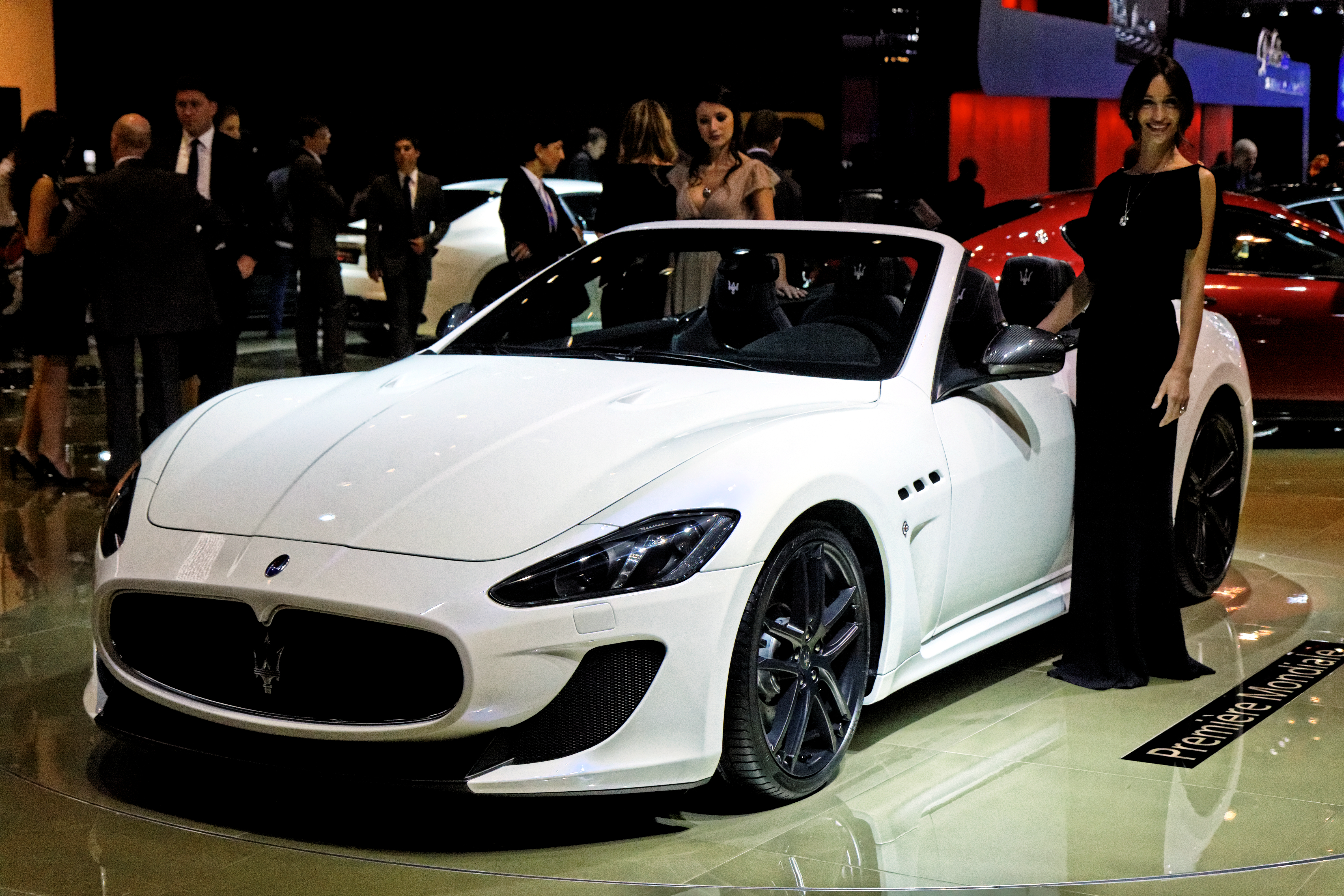
グランカブリオ MC
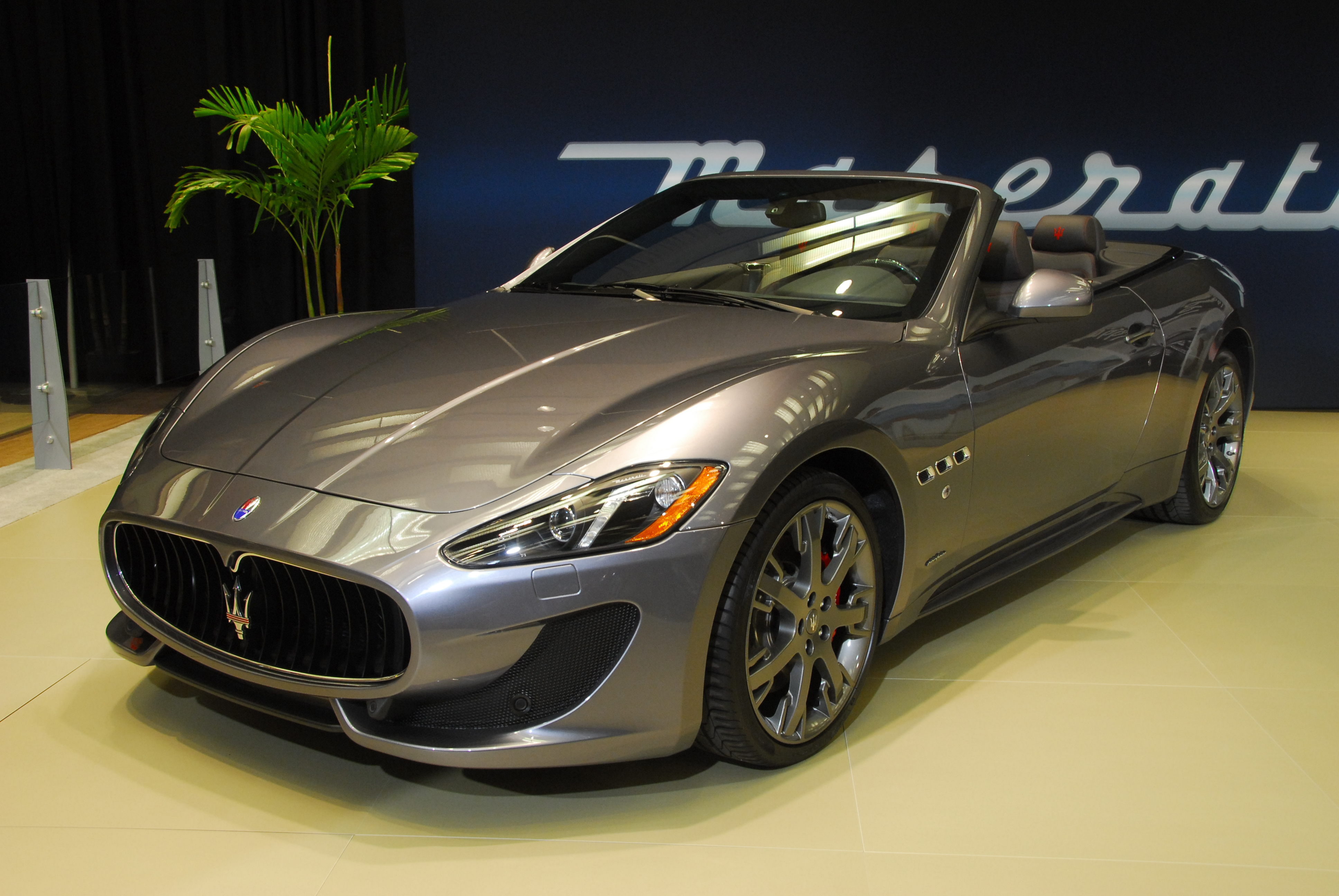
グランカブリオ スポーツ

外観では大幅な変更はないが、サイドスカートが追加され、トランクフード後端はリップ状に持ち上げられ、ホイールの標準設定サイズが19インチから20インチに拡大された。他にも基本モデルとの差別化が図られている部分がある。2008年3月のジュネーヴ・モーターショーで発表。
日本では2008年5月に発表され、同年10月から発売。
- - MCスポーツライン（2009年11月-）- マセラティのモータースポーツ部門である「マセラティ・コルサ」（Maserati Corsa 、MC）が持つノウハウを市販車へフィードバックすることを目的に企画・設定された追加オプション・プログラム。

主な内容は走行性能向上とドレスアップを目的とした内外装各部パーツのカーボン化、専用開発のサスペンションなどである。複数あるプログラム全てを注文すると約220万円となる。日本では「S」専用のオプション・プログラムとされたが、本国では他グレードにも設定されている。
  - MCストラダーレ（2010年-）- レーシングモデル「トロフェオ」からフィードバックされた技術を多く用いた、スペシャルグレード。エンジンはチューンアップによりSに対し10PS向上。重量もSから110kgの軽量化が図られ、リアシートも撤去されているため乗車定員は2名となる。

2010年9月のパリサロンにて発表。日本では2011年夏に発売。

- グラントゥーリズモ S AT（2009年3月-2012年10月） - 2009年3月ジュネーヴ・モーターショーにて発表。セミATを搭載するSをベースに、トランスミッションを通常のトルコンATに変更したモデルで、運動性能と快適性能の両立を狙って開発された。

エクステリアでは、ベースとなったSよりも、サイドスカートの張出しが抑えられており、また標準設定のホイールは専用デザインとされた。乗り味は基本モデルとSとの中間とされる。
日本では2009年7月から発売。
- グランカブリオ（2009年9月-） - クーペのグラントゥーリズモをベースに、屋根をソフトトップに変えたオープンモデルで、同社量産車史上初の4シーター・カブリオレとされる。エンジンにはSと同じ4.7L、440PS版が奢られ、重量増による運動性能低下をカバーしている。トランスミッションはATのみの設定。開発過程では屋根をメタルトップにする案も検討されたが、重量増を嫌い結局ソフトトップが採用された。2009年9月のフランクフルトモーターショーにて発表、同年末より発売。日本では2010年春に発売。

- グラントゥーリズモ スポーツ（2012年-） - グラントゥーリズモ Sの高出力版。Sの販売は終了し、スポーツに差し代わる。エンジンはさらに改良され460PSとなった。フロントバンパーはMCストラダーレの影響を受け、効率良くフロントブレーキが冷却されるデザインに変更。これに伴いフォグランプは廃止。スポーツスカイフックサスペンションを標準装備。フロントシートが改良されたため、後部座席のレッグルームが20mm拡大された。トランスミッションはATとセミATの2タイプから選択可能。2012年3月のジュネーヴ・モーターショーにて発表。日本では2012年11月に発売。

- グラントゥーリズモ
MCストラダーレ
- グラントゥーリズモ
スポーツ
- グランカブリオ
MC
- グランカブリオ
スポーツ

### 派生車両
イタリアのコーチビルダーであるカロッツェリア・トゥーリングは、2018年のジュネーヴ・モーターショーでグラントゥーリズモをモデルとしたトゥーリング・シャディペルシア（Touring Sciàdipersia ）を発表した。本車両は同社が1950年代にイラン帝国の皇帝モハンマド・レザー・パフラヴィーへ献上した、マセラティ・5000GTをモデルにした同名の車両のオマージュである。10台が限定生産される。またオープンモデルのトゥーリング・シャディペルシア カブリオレ（Touring Sciàdipersia Cabriolet ）もあわせて発表された。

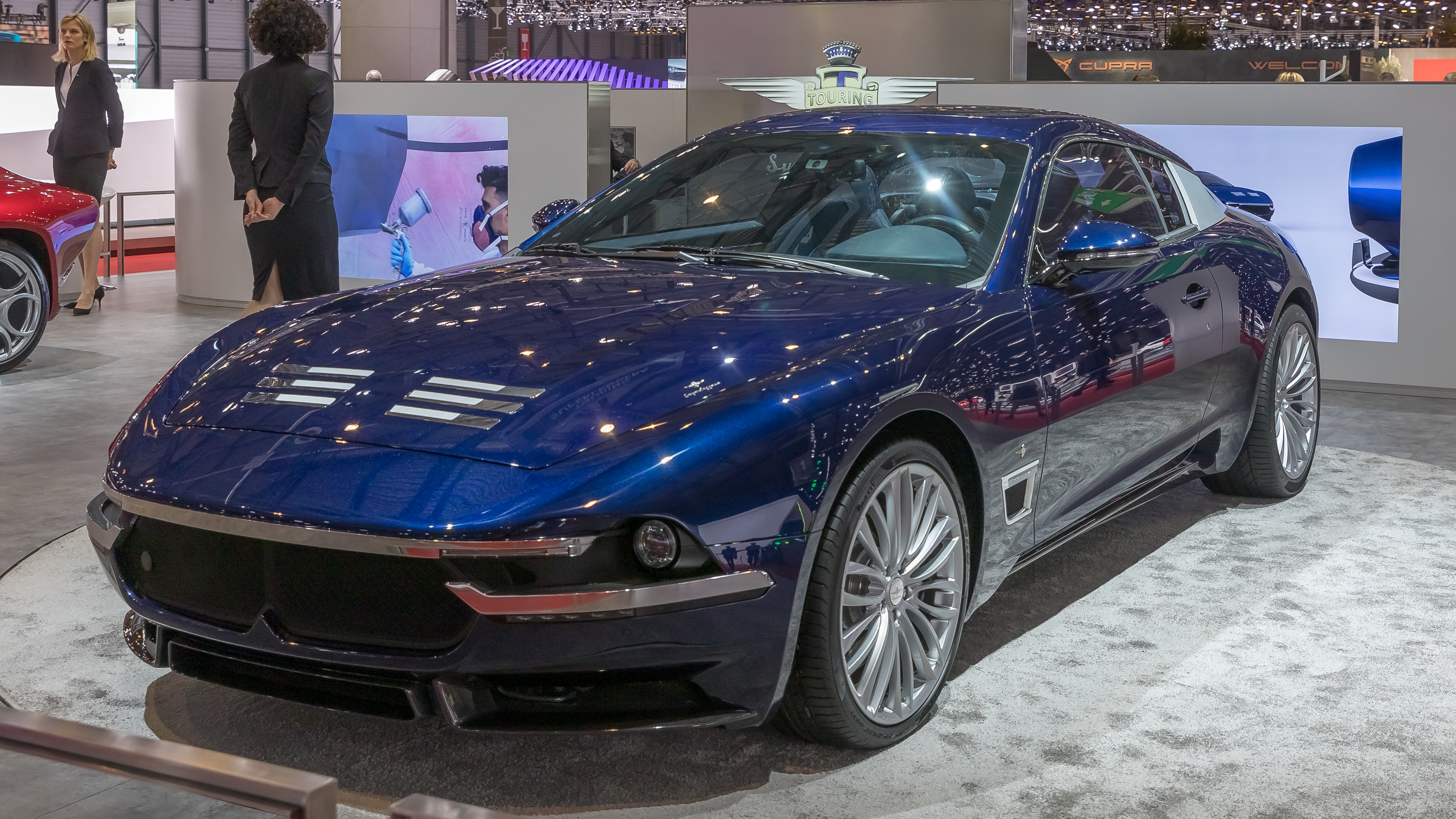
シャディペルシア
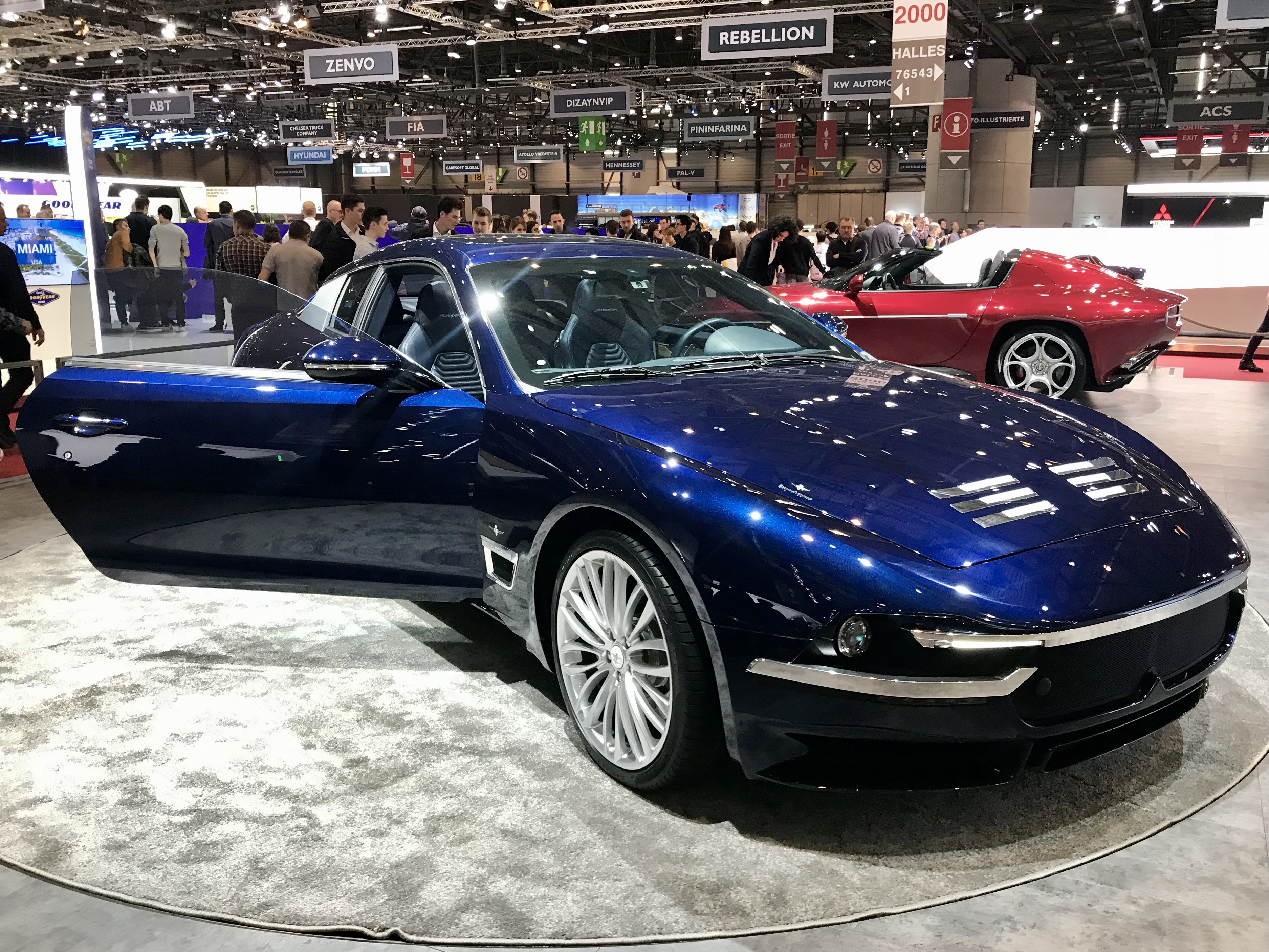
シャディペルシア カブリオレ

## 2代目（2022年 - ）
エンジン車（ICE）とEV仕様が共に開発されたため、プラットフォームは双方に柔軟に対応できるようになっている。
ICE仕様では、MC20で使用された3.0L V6ツインターボエンジン「ネットゥーノ」のデチューン版を採用。最高出力558PS/66kg-m、0-100km/h加速3.5秒（トロフェオ仕様）を発揮する。また、最高出力496PS、最大トルク61kg-mのモデナ仕様も用意される予定。フロントアクスルのすぐ後ろに搭載し、他のドライブトレインはEV駆動用バッテリーのスペースを利用している。
EV仕様「フォルゴーレ」では、755PS/138kg-mを発揮。0-100km/h加速は2.7秒である。 93kWhのT型バッテリーと3基のモーター（フロントに1基、リアに2基）を搭載し、後輪駆動と四輪駆動を可能にしている。充電は最大270kWまで対応。
車重はICEでは1,795kg、EVが2,260kg。